# Gymnasium Schramberg
Das Gymnasium Schramberg ist ein allgemeinbildendes Gymnasium in Trägerschaft der Großen Kreisstadt Schramberg. Es unterrichten etwa 50 Lehrkräfte etwa 900 Schüler in den Jahrgangsstufen 5 bis 10 und den Jahrgangsstufen 11 und 12, seit mit dem Schuljahr 2004/2005 das Abitur nach zwölf Jahren (G8) eingeführt wurde. Die Fachrichtungen des Gymnasiums sind naturwissenschaftlich und sprachlich.

## Das Gebäude
Zu dem nach Höhe gestaffelten, fünfblöckigen Gebäude aus dem Jahr 1972/73 gehört auch eine Turnhalle. Das Gebäude besteht zum großen Teil aus Beton und ist auf Säulen gestützt. Eine Seite der Schule ist zum Berg gewandt, auf der anderen Seite kann man die Heilig-Geist-Kirche sehen. Das Gebäude wurde in den Jahren 2006 bis 2007 renoviert und in den Farben Blau und Gelb gestaltet.

### Die Mensa
Durch die Einführung des verkürzten Bildungsgangs (G8) im Schuljahr 2004/2005 ist die Zahl der Unterrichtsstunden gestiegen, vor allem nachmittags. Das Gymnasium Schramberg bietet seit dem Schuljahr 2007/2008 den Schülern ein Mittagessen an der Schule an. Dafür wurde der Bau einer Mensa beschlossen.

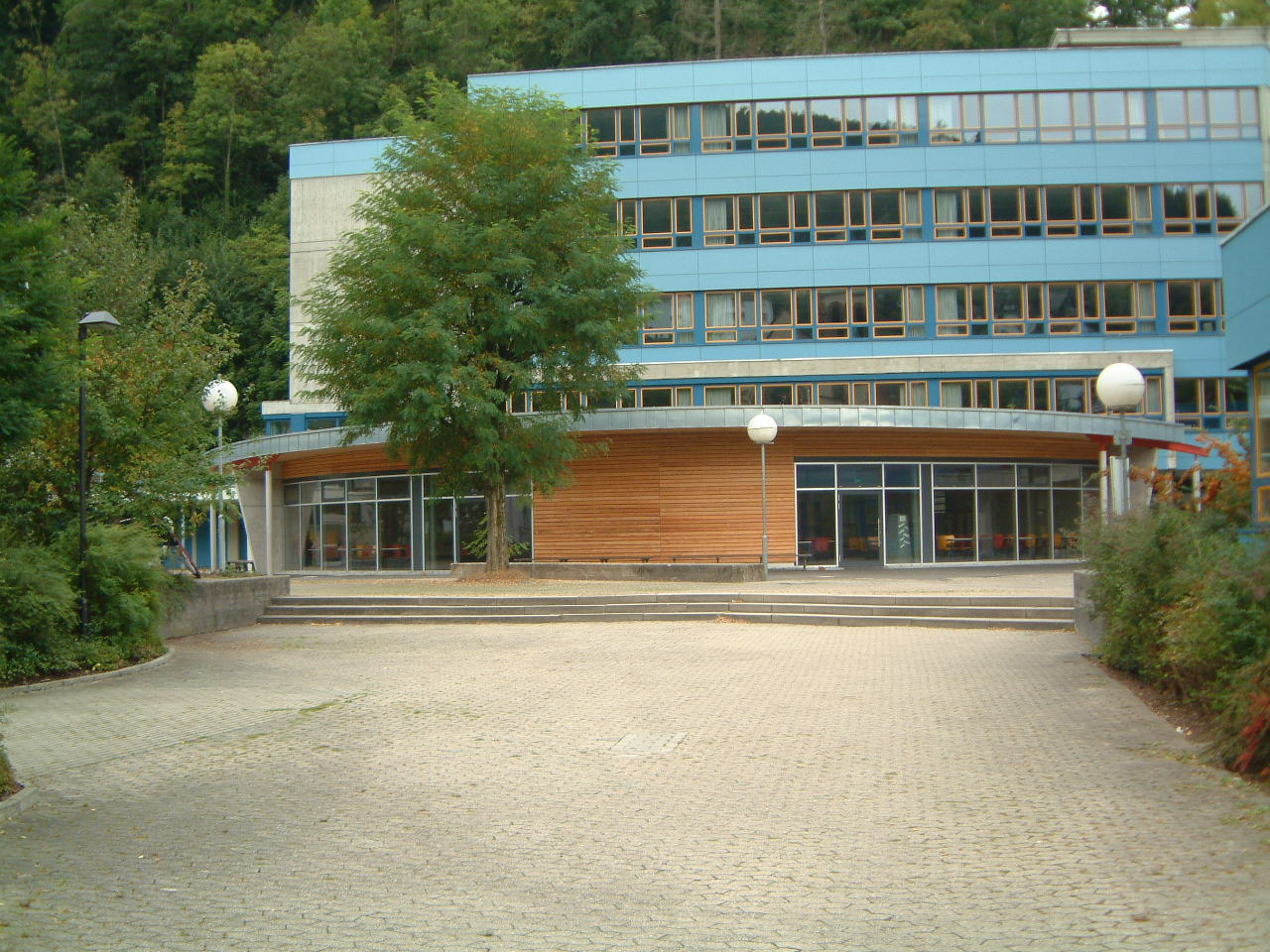
Im Vordergrund die neue Mensa.

Die Arbeiten sind abgeschlossen. Am 21. Juli 2007 wurde die Mensa in einem Festakt ihrer Bestimmung übergeben. Seit Beginn des Schuljahres 2007/2008 ist die Mensa in Betrieb. Das Gebäude hat eine Fläche von etwa 200 Quadratmetern, bis zu 300 Schüler können dort täglich ein warmes Essen bekommen.
Im ehemaligen Auswärtigenraum hinter der Mensa befindet sich die Mensa für die Schüler der benachbarten Berneckschule.

## Geschichte
Die Geschichte des Gymnasiums reicht bis ins Jahr 1840 zurück. Am 21. Februar 1840 wurden finanzielle Mittel für eine neue Realschule bewilligt, die dann auch am 14. Mai des gleichen Jahres gegründet wurde.
Verschiedene Lehrer betreuten die zunächst einklassige Schule, bis sie 1876 in den heutigen Burgweg 33 verlegt wurde. 1888 wurde in der Schule im Zuge der wachsenden Ansprüche der Industriestadt Schramberg eine Kollaboraturklasse (d. h. Hilfslehrerklasse) für Neun- bis Elfjährige neben der Realklasse für Elf- bis Vierzehnjährige eingerichtet. 1905 erhielt die Realschule bereits ihre 5. Lehrerstelle und wurde mit der Lateinschule zu einer sechsklassigen Schule zusammengefasst. Neben Jungen konnten jetzt auch Mädchen die Schule besuchen. 1906 wurde das neue Realschulgebäude in der Schillerstraße eingeweiht und die Schule zog erneut um. Im Laufe des Ersten Weltkriegs wurden nach und nach alle Lehrer zum Kriegsdienst eingezogen. Durch den Einsatz von Hilfslehrerinnen und -lehrer wurde der Unterricht sehr mühsam.
1936 wurde der Schulleiter wegen Gegnerschaft zum Nationalsozialismus entlassen, und 1937 wurde die Schule auf Erlass in Oberschule für Jungen umbenannt. 1940 wurden die ersten Abiturprüfungen in der nun vollständig ausgebauten Oberschule abgehalten. Während des Zweiten Weltkriegs herrschte Lehrermangel. Zusätzlich gab es Probleme mit der Energieversorgung und der Bereitstellung von Lehrmaterial. 1945 marschierten französische Truppen in Schramberg ein und der Unterricht ruhte bis Oktober 1945.
Ab 1945 hieß die Schule Oberschule Schramberg. Im Laufe der nächsten Jahre herrschte akuter Platzmangel, dem man mit einem Anbau entgegenzuwirken versuchte. Aber der Erfolg dieser Maßnahme war von kurzer Dauer. 1957 wurde die Schulgeldfreiheit eingeführt.
1968 beschloss der Gemeinderat für das Gymnasium Schramberg, wie es seit 1953 hieß, ein neues Schulgebäude zu bauen. 1973 wurde es an der Berneckstraße eingeweiht. Im Schuljahr 1980/1981 verzeichnete das Gymnasium mit 1.407 Schülern seine bisher höchste Schülerzahl. 1983 wurden die ersten Projekttage abgehalten. 1990 wurde ein Doppeljubiläum gefeiert: 150 Jahre Gymnasium Schramberg und 50 Jahre Abitur am Gymnasium. Durch Sponsoring der Firma Hansgrohe und das Engagement der Physik-AG wurde 1997 auf dem Dach des Gymnasiums eine Solaranlage installiert. 1998 fand ein Schulfest zum 25-jährigen Bestehen des Schulgebäudes in der Berneckstraße statt. Im April 1999 wurde die Einrichtung des Informatik- und Multimediaraums komplett erneuert und modernisiert. Seit 2003 steht das neue Computernetz und ein zweiter Informatikraum zur Verfügung. 2006 wurde ein dritter Informatikraum anstelle des Sprachlabors eingerichtet.
Seit 2018 wurden etappenweise im Rahmen eines Modellversuchs iPads für Schüler ab der Klasse 8 angeschafft.

## Profile
- Sprachliches Profil: drei Fremdsprachen:
  - Englisch, Französisch, Spanisch
  - Englisch, Latein, Spanisch
- Naturwissenschaftliches Profil: Fachunterricht in NWT in den Klassen 8, 9, und 10.
  - Englisch, Französisch, NWT
  - Englisch, Latein, NWT

## Einzugsgebiet
Schramberg (etwas über 50 Prozent der Schüler) – Talstadt, Sulgen, Heiligenbronn, Waldmössingen, Schönbronn, Aichhalden mit Rötenberg, Dunningen mit Seedorf, Eschbronn mit Locherhof und Mariazell, Fluorn-Winzeln, Hardt, Lauterbach, Schenkenzell und Schiltach. Im Großen und Ganzen entspricht das Einzugsgebiet des Gymnasiums Schramberg dem der Raumschaft Schramberg.

## Ausstattung
Die Ausstattung der Fachräume ist sehr gut. Diese wurden seit 2010 kontinuierlich modernisiert um den Anforderungen modernen Fachunterrichts zu entsprechen.
Alle Räume sind mit modernen Präsentationsmöglichkeiten und PC-Stationen ausgestattet, die alle über einen Glasfaseranschluss verfügen. Seit dem Aufbau der Tablet-Klassen wurde auch ein flächendeckendes WLAN-Netz im Schulgebäude eingerichtet.

## Persönlichkeiten
Im Folgenden werden Lehrer und Schulabgänger aufgeführt, die überregional bzw. deutschlandweit bekannt wurden.

### Bekannte Lehrerpersönlichkeiten
- Robert Ditter, Direktor 1964–1988
- Bernd Richter, ehemaliger Bundesvorsitzender der ÖDP

### Bekannte Schulabgänger
- Martin Grüner (1929–2018), Politiker (FDP), MdB und Parlamentarischer Staatssekretär
- Martin Herzog (* 1936), Politiker (CDU), ehemaliger Wirtschaftsminister Baden-Württembergs
- Hans-Jochem Steim (* 1942), Unternehmer und Politiker (CDU)
- Franz Baumann (* 1953), UNO-Beamter
- Dizzy Krisch (* 1954), Jazz-Musiker (Vibraphonist)
- Guido Rebstock (* 1956 oder 1957), politischer Beamter (SPD)
- Martin Weppler (* 1958), Sportler (Leichtathlet)
- Uli Jäckle (* 1961), Theaterregisseur
- Uta-Maria Heim (* 1963), Schriftstellerin
- Susanne Andreae (* 1964), Fachbuchautorin, Ärztin
- Christophe Neff (* 1964), Wissenschaftler (Geograph), Waldbrandexperte
- Kerstin Andreae (* 1968), MdB (Bündnis 90/Die Grünen)
- Daniel Oliver Bachmann (* 1965), Publizist und Schriftsteller
- Daniel Roth (* 1969), Künstler
- Ruja Ignatova (* 1980), deutsch-bulgarische Milliarden-Betrügerin
- Jürgen Müller (* 1986), Handballprofi
- Maria-Elisabeth Lott (* 1987), Violinistin, „Wunderkind“